# هوجو کوره‌سادا
هوجو کوره‌سادا (انگلیسی: Hōjō Koresada; ۱ ژانویهٔ ۱۲۸۵ – ۲۲ سپتامبر ۱۳۲۷) یک رنشو در شوگون‌سالاری کاماکورا اهل ژاپن بود.